# Цуля, Олег Николаевич
Оле́г Николаевич Цу́ля (рум. Oleg Țulea; род. 31 марта 1980, Каушаны, Молдавская ССР, СССР) — молдавский государственный и политический деятель, дипломат. Посол Республики Молдова в Венгрии, Боснии и Герцеговине, Хорватии и Словении с 9 ноября 2020 года.
Депутат парламента Республики Молдова (2005—2009, 2011—2014). Заместитель министра молодёжи и спорта Республики Молдова (2009—2011). Посол Республики Молдова в Венгрии, Боснии и Герцеговине, Хорватии и Словении (2016—2020). Министр иностранных дел и европейской интеграции Республики Молдова (2020).

## Биография
Родился 31 марта 1980 года в городе Каушаны Молдавской ССР.

### Образование
В 1997 году окончил среднюю школу имени «Алексея Матеевича» в Каушанах.
Окончил факультет международных отношений и политических наук (2002) и получил степень магистра в области политологии (2003) в Молдавском государственном университете.
В 2005 году получил степень магистра в области политического управления в Постуниверситетской академии имени «Овидия Шинкая» в Бухаресте.
Владеет русским и английским языками, на среднем уровне владеет французским языком.

### Трудовая деятельность
В 1998 году присоединился к Демократической партии Молдовы (ДПМ) и был избран председателем молодежной организации ДПМ «Демократическая молодёжь».
На парламентских выборах в марте 2005 года был избран депутатом парламента по списку избирательного блока «Демократическая Молдова». Член комиссии Парламента по правам человека.
С 20 ноября 2009 по 15 июня 2011 года — заместитель министра молодёжи и спорта Республики Молдова.
С 20 мая 2011 по 9 декабря 2014 года — депутат парламента Республики Молдова. Член комиссии Парламента по культуре, образованию, науке, молодёжи, спорту и средствам массовой информации.
С 3 февраля 2016 по 27 марта 2020 года — чрезвычайный и полномочный посол Республики Молдова в Венгрии. 29 июня 2016 года был назначен по совместительству послом Республики Молдова в Боснии и Герцеговине, в Хорватии и в Словении.
С 16 марта по 9 ноября 2020 года — министр иностранных дел и европейской интеграции Республики Молдова.
С 9 ноября 2020 года — вновь чрезвычайный и полномочный посол Республики Молдова в Венгрии, и с 30 апреля 2021 — в Боснии и Герцеговине, Хорватии и Словении по совместительству.

## Семья
Женат. Дочь — Каллиопа, сын — Магнус.